# Dinotoperla eucumbene
Dinotoperla eucumbene är en bäcksländeart som beskrevs av Mclellan 1971. Dinotoperla eucumbene ingår i släktet Dinotoperla och familjen Gripopterygidae. Inga underarter finns listade i Catalogue of Life.